# Sivizzano (Traversetolo)
Sivizzano, noto anche come Sivizzano di Rivalta, è una frazione del comune di Traversetolo, in provincia di Parma.
La località dista 2,74 km dal capoluogo.

## Geografia fisica

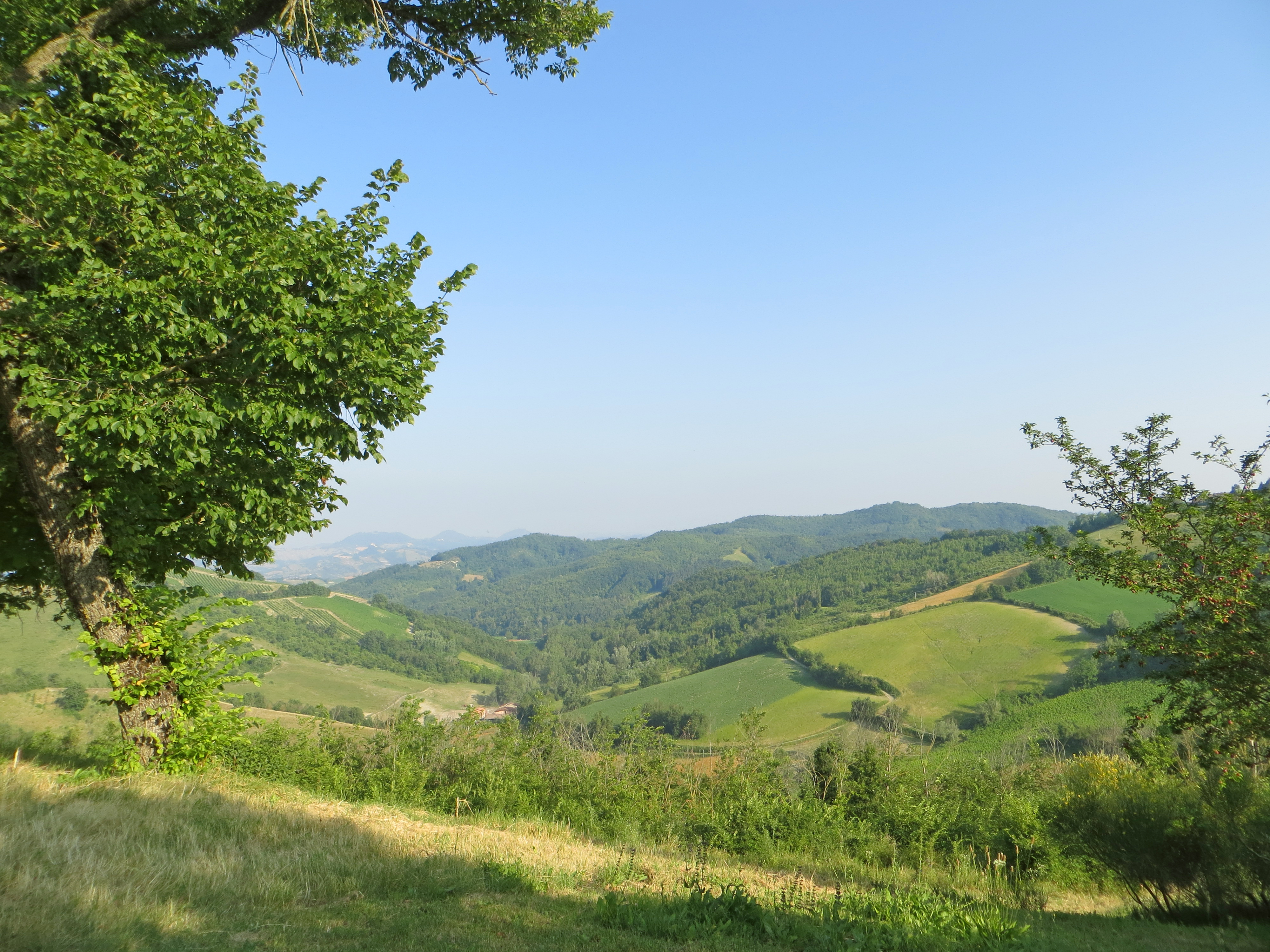
Panorama sulla Val Termina dalla chiesa di San Michele Arcangelo

Il piccolo borgo sorge sulle colline dell'Appennino parmense in posizione dominante sulle vallate circostanti, comprese tra i torrenti Termina e Masdone.
I versanti circostanti sono caratterizzati dall'alternanza di terreni coltivati e zone boscose, ove sopravvivono vari esemplari secolari degli antichi castagneti in origine molto diffusi nel territorio.
La scoscesa vallata a sud-est del centro abitato è coperta da arbusteti, punteggiati da numerosi pruni, biancospini e ginepri.

## Storia
La più antica testimonianza della presenza umana nella zona di Sivizzano è costituita da una serie di manufatti litici risalenti al Paleolitico.
In epoca medievale sorse il villaggio di Sivizzano attorno alla chiesa di San Michele Arcangelo, menzionata per la prima volta nel 1230 ma di probabile origine molto più antica.
Nei secoli successivi il piccolo centro abitato seguì le vicende del vicino castello di Rivalta, appartenente dal XIV secolo ai Rossi. In seguito alla disastrosa guerra dei Rossi avviata agli inizi del 1482], il feudo fu requisito dal duca di Milano Ludovico il Moro e assegnato nel 1484 al Comune di Parma, che ne deteneva il possesso nel XIV secolo.
Successivamente le terre furono assegnate ai conti Sforza di Santa Fiora ed ereditate nel 1707 dal duca di Onano Federico III Sforza, che dal 1673 aveva aggiunto al proprio il cognome della moglie Livia, dando origine alla famiglia Sforza Cesarini; la casata mantenne i diritti feudali sul luogo fino alla loro abolizione sancita da Napoleone per l'ex ducato di Parma e Piacenza nel 1805.
L'anno seguente Sivizzano fu separata da Rivalta e fu annessa al nuovo comune (o mairie) di Traversetolo.

## Monumenti e luoghi d'interesse

### Chiesa di San Michele Arcangelo

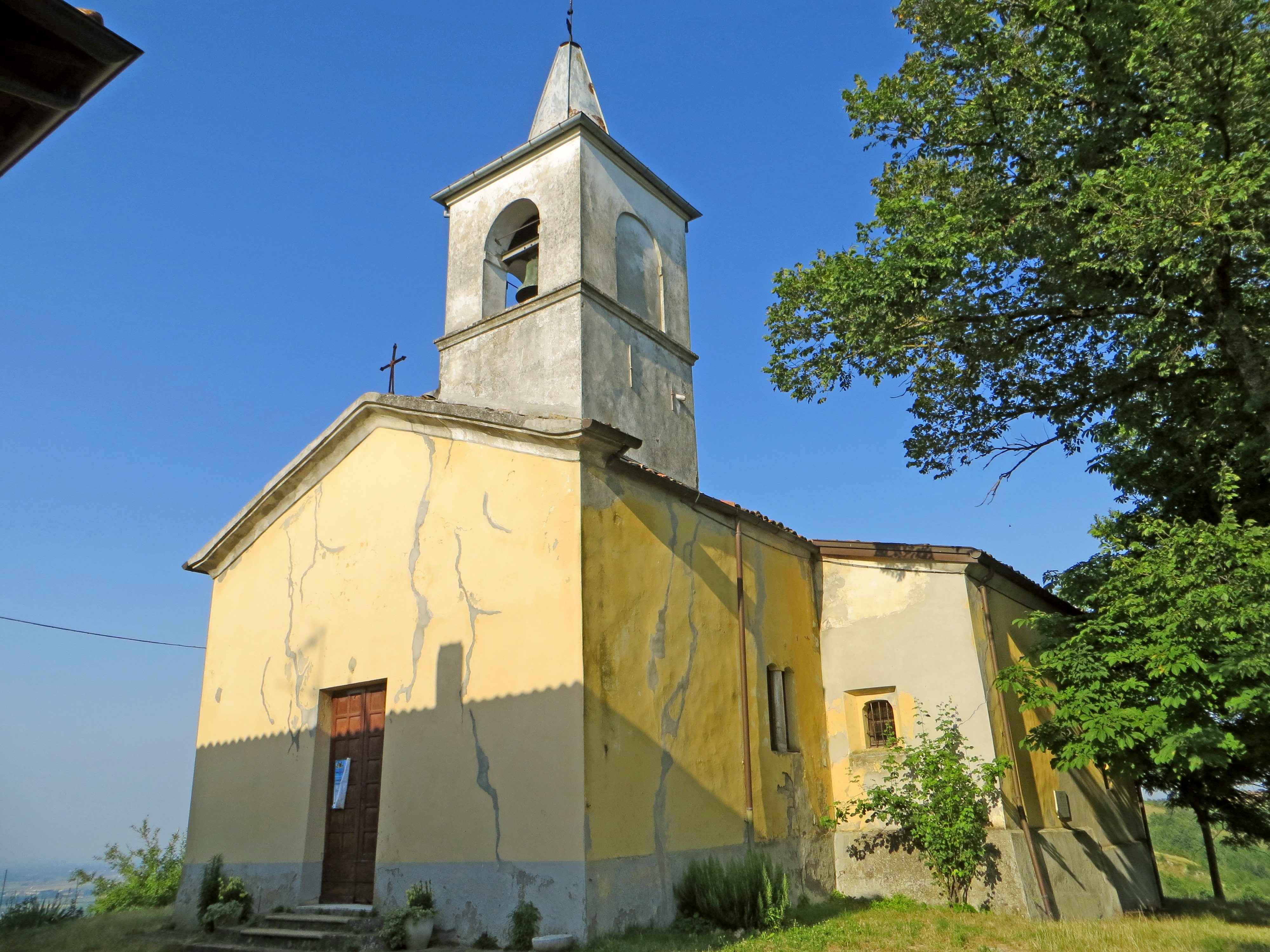
Chiesa di San Michele Arcangelo

Menzionata per la prima volta nel 1230, la piccola chiesa, già nel XIV secolo in rovina, fu ricostruita in forme rinascimentali verso il 1520; ristrutturata internamente in stile barocco tra la fine del XVII e gli inizi del XVIII secolo, fu consolidata strutturalmente nel 1984 in quanto danneggiata dal terremoto dell'anno precedente; al suo interno conserva alcune opere d'arte seicentesche e settecentesche.